# Tijdgeest
De tijdgeest (ook wel aangeduid met het Duitse Zeitgeist) is de kenmerkende manier van denken en handelen van het merendeel van de bevolking in een bepaalde tijd.
Het begrip Zeitgeist komt van de Duitse filoloog Johann Gottfried von Herder.